# حي الأشرفية (اللاذقية)
حي الاشرفية أو ما يسمى حي الشحادين أطلق عليه الأشرفية نسبة إلى الملك الأشرف أبي النصر قايتباي الذي زار اللاذقية سنة 882هـ 1477 يحده غرباً حي الصليبة وشمالاً حي القلعة وفي الشمال الغربي حي الشيخ ضاهر وكانت أزقته ضيقة وأكثرها مقببة ومغلقة ونتيجة للتوسع العمراني الذي شهدته محافظة اللاذقية اختفت أبرز معالم هذا الحي القديم.